# کلیسای مریم مقدس (ینوکاوان)
کلیسای مریم مقدس (ارمنی: Սուրբ Աստվածածին եկեղեցի) یک کلیسا متعلق به کلیسای حواری ارمنی واقع در شهر ینوکاوان، استان تاووش ارمنستان می‌باشد. ساخت و ساز این ساختمان در سده ام میلادی؛ به پایان رسید. این بنا به سبک معماری ارمنی طراحی شده است.